# Первое правительство Зденека Фирлингера
Первое правительство Зденека Фирлингера (чеш. První vláda Zdeňka Fierlingera) — 11-е правительство Чехословакии, первое послевоенное национального фронта во главе с председателем чехословацких социал-демократов Зденекем Фирлингером. Было приведено к присяге 4 апреля 1945 года.

## Общие сведения
Ближе к концу Второй мировой войны состоялись переговоры между президентом в изгнании Эдвардом Бенешем и московским руководством Коммунистической партии Чехословакии во главе с Клементом Готвальдом. Результатом стало соглашение о создании Национального фронта чехов и словаков. С самого начала Коммунистическая партия Чехословакии имела решающее влияние в Национальном фронте, которое она использовала для содействия захвату власти. Система Национального фронта позволяла участвовать в парламентских выборах 1946 года только партиям, которые были членами фронта. После прибытия на освобождённую территорию Чехословакии, правительство одобрило так называемый Кошицкую правительственную программу — документ, который был охарактеризован как программа национально-демократической революции и определял принципы будущей политики. В это же время Коммунистическая партия Чехословакии также решительно укрепила свою власть в стране.
10 мая правительство прибыло из Кошице в Прагу. После торжественной встречи в тот же день она встретилась с президиумом Чешского национального совета в Пражском Граде.

## Состав правительства
| Партия                                                        | Партия                                            | Портфель                     | Министр          | Принятие поста | Оставление поста |
| ------------------------------------------------------------- | ------------------------------------------------- | ---------------------------- | ---------------- | -------------- | ---------------- |
|                                                               | Чехословацкая социальная демократия               | Председатель правительства   | Зденек Фирлингер | 4 апреля 1945  | 6 ноября 1945    |
| Министр промышленности                                        | Чехословацкая социальная демократия               | Богумил Лаушман              | 4 апреля 1945    | 6 ноября 1945  |                  |
| Министр питания                                               | Чехословацкая социальная демократия               | Вацлав Майер                 | 4 апреля 1945    | 6 ноября 1945  |                  |
|                                                               | Демократическая партия                            | Заместитель премьер-министра | Ян Урсини        | 4 апреля 1945  | 6 ноября 1945    |
| Министр финансов                                              | Демократическая партия                            | Вавро Шробар                 | 4 апреля 1945    | 6 ноября 1945  |                  |
| Министр внутренней торговли                                   | Демократическая партия                            | Иван Пиетор                  | 4 апреля 1945    | 6 ноября 1945  |                  |
| Государственный секретарь в Министерстве внешней торговли     | Демократическая партия                            | Ян Лихнер                    | 4 апреля 1945    | 6 ноября 1945  |                  |
|                                                               | Коммунистическая партия Чехословакии              | Заместитель премьер-министра | Клемент Готвальд | 4 апреля 1945  | 6 ноября 1945    |
| Министр внутренних дел                                        | Коммунистическая партия Чехословакии              | Вацлав Носек                 | 4 апреля 1945    | 6 ноября 1945  |                  |
| Министр образования и просвещения                             | Коммунистическая партия Чехословакии              | Зденек Неедлы                | 4 апреля 1945    | 6 ноября 1945  |                  |
| Министр информации                                            | Коммунистическая партия Чехословакии              | Вацлав Копецкий              | 4 апреля 1945    | 6 ноября 1945  |                  |
|                                                               | Коммунистическая партия Словакии                  | Заместитель премьер-министра | Вильям Широкий   | 4 апреля 1945  | 6 ноября 1945    |
| Министр сельского хозяйства                                   | Коммунистическая партия Словакии                  | Юлиус Дюриш                  | 4 апреля 1945    | 6 ноября 1945  |                  |
| Министр охраны труда и социального обеспечения                | Коммунистическая партия Словакии                  | Йозеф Шолтещ                 | 4 апреля 1945    | 6 ноября 1945  |                  |
| Государственный секретарь в Министерстве иностранных дел      | Коммунистическая партия Словакии                  | Владимир Клементис           | 4 апреля 1945    | 6 ноября 1945  |                  |
|                                                               | Чехословацкая национально-социалистическая партия | Заместитель премьер-министра | Йосеф Давид      | 4 апреля 1945  | 6 ноября 1945    |
| Министр внешней торговли                                      | Чехословацкая национально-социалистическая партия | Губерт Рипка                 | 4 апреля 1945    | 6 ноября 1945  |                  |
| Министр юстиции                                               | Чехословацкая национально-социалистическая партия | Ярослав Странский            | 4 апреля 1945    | 6 ноября 1945  |                  |
|                                                               | Чехословацкая народная партия                     | Заместитель премьер-министра | Ян Шрамек        | 4 апреля 1945  | 6 ноября 1945    |
| Министр почт                                                  | Чехословацкая народная партия                     | Франтишек Гала               | 4 апреля 1945    | 6 ноября 1945  |                  |
| Министр здравоохранения                                       | Чехословацкая народная партия                     | Адольф Прохазка              | 4 апреля 1945    | 6 ноября 1945  |                  |
|                                                               | Беспартийные министры                             | Министр иностранных дел      | Ян Масарик       | 4 апреля 1945  | 6 ноября 1945    |
| Министр национальной обороны                                  | Беспартийные министры                             | Людвик Свобода               | 4 апреля 1945    | 6 ноября 1945  |                  |
| Министр транспорта                                            | Беспартийные министры                             | Антонин Гасал                | 4 апреля 1945    | 6 ноября 1945  |                  |
| Государственный секретарь в Министерстве национальной обороны | Беспартийные министры                             | Микулаш Ференчик             | 4 апреля 1945    | 6 ноября 1945  |                  |